# Лос Алварез (Тексас)
Лос Алварез (енгл. Los Alvarez) насељено је место без административног статуса у америчкој савезној држави Тексас.

## Демографија
По попису из 2010. године број становника је 303, што је 1.131 (-78,9%) становника мање него 2000. године.
| Група             | 2000.         | 2010.        |
| Белци             | 7 (0,5%)      | 0 (0,0%)     |
| Афроамериканци    | 1 (0,1%)      | 0 (0,0%)     |
| Азијати           | 0 (0,0%)      | 0 (0,0%)     |
| Хиспаноамериканци | 1.426 (99,4%) | 303 (100,0%) |
| Укупно            | 1.434         | 303          |